# 사자자리 83 Bb

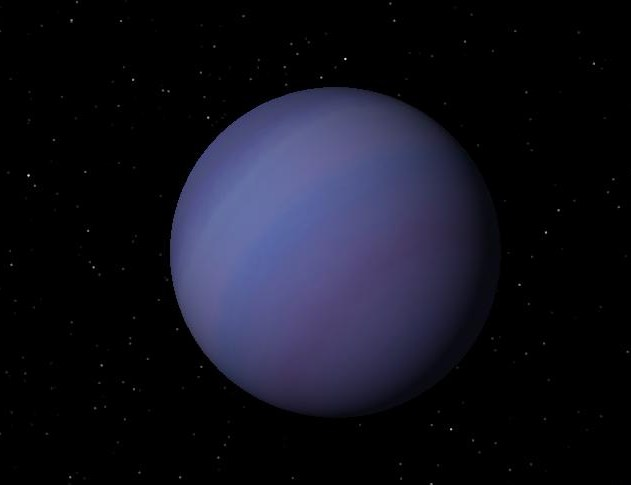

사자자리 83 Bb 또는 HD 99492 b는 사자자리 방향으로 지구로부터 약 58광년 떨어진 항성 사자자리 83 B를 돌고 있는 외계 행성이다. 2005년 1월 캘리포니아-카네기 행성탐사팀이 도플러 분광법을 이용하여 발견했다. 이 행성은 당시 발견되었던 행성들 중 가장 질량이 작은 축에 들었는데, 그 값은 토성의 절반 이하였다. 항성으로부터 가까운 거리를 돌고 있으며 궤도는 원으로 고정되었다. 1회 공전에 걸리는 시간은 약 17일이다.

## 같이 보기
- 백조자리 16 Bb

## 참고 문헌
- (영어) Marcy 연구진 (2005). “Five New Extrasolar Planets”. 《The Astrophysical Journal》 619 (1): 570–584. doi:10.1086/426384. 2012년 2월 16일에 원본 문서에서 보존된 문서. 2009년 6월 21일에 확인함.